# Tagetes elliptica
Tagetes elliptica là một loài thực vật có hoa trong họ Cúc. Loài này được Sm. miêu tả khoa học đầu tiên.